# Assaig a la flama
Un assaig a la flama és un procediment usat en química analítica per a detectar la presència de certs ions metàl·lics, basat en l'espectre d'emissió característic de cada element. El color de la flama en general també depèn de la temperatura. L'assaig involucra introduir una mostra de l'element o compost en una flama calenta no lluminosa, i observar el color que resulta. Les mostres solen sostenir-se en un filferro de platí netejat diverses vegades amb àcid clorhídric per eliminar les restes d'anàlits anteriors. Cal provar amb diferents flames, per evitar una informació errònia causada per flames "contaminades", o ocasionalment per verificar l'exactitud del color. Algunes vegades també s'usen filferros de nicrom

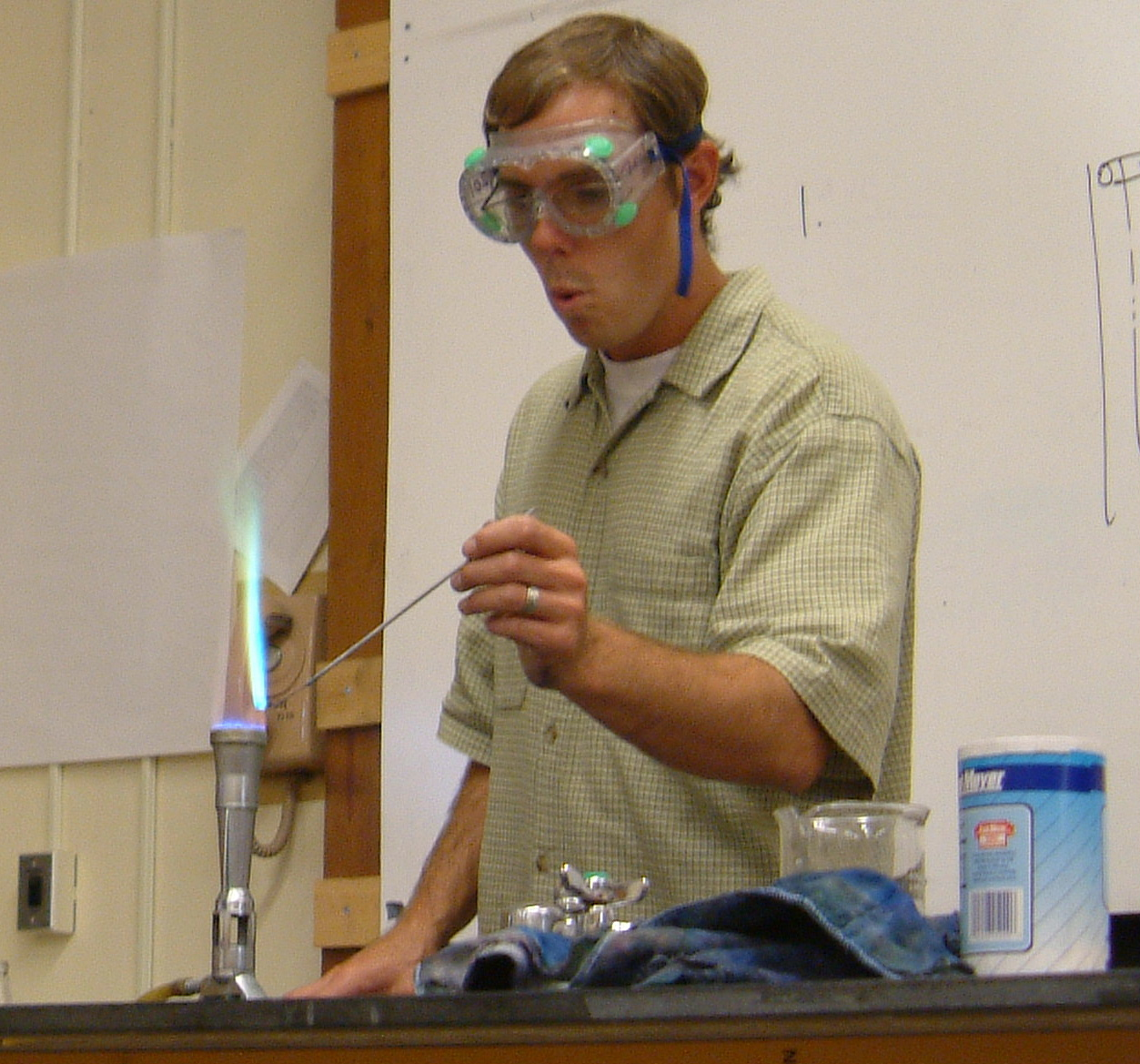
L'assaig a la flama dut a terme sobre un halogenur de coure. Observeu el color característic blau-verdós de la flama originat pel coure.

El sodi és un component comú o contaminant en molts compostos, i el seu espectre tendeix a dominar sobre els altres. L'assaig a la flama és freqüentment vist a través d'un vidre blau de cobalt per filtrar el groc del sodi i permetre així veure millor l'emissió d'altres ions metàl·lics.
L'assaig a la flama és ràpid i fàcil d'executar, i no requereix cap tipus d'equipament que no es trobi generalment a un laboratori de química. No obstant això, el rang d'elements detectats és petit, i l'assaig es recolza en l'experiència subjectiva de l'experimentador, en comptes de mesuraments objectius. La prova té dificultat a detectar concentracions petites d'alguns elements, mentre que pot produir-se un resultat molt fort per a alguns altres, fet que tendeix a "ofegar" els senyals més febles.
Encara que aquesta prova només dona informació qualitativa, i no quantitativa, sobre la proporció real dels elements de la mostra; es pot obtenir informació quantitativa per les tècniques relacionades de fotometria de flama o espectroscòpia d'emissió de flama.

## Metalls comuns
Alguns metalls comuns i els seus colors corresponents són:
| Símbol  | Nom                       | Color               |
| ------- | ------------------------- | ------------------- |
| As      | Arsènic                   | Blau                |
| B       | Bor                       | Verd brillant       |
| Ba      | Bari                      | Verd pàl·lid/poma   |
| Ca      | Calci                     | Vermell maó         |
| Cs      | Cesi                      | Blau - Violeta      |
| Cu (I)  | Coure (I)                 | Blau                |
| Cu (II) | Coure (II) (no-halogenur) | [Verd               |
| Cu (II) | Coure (II) (halogenur)    | Blau-verdós         |
| Fe      | Ferro                     | Daurat              |
| In      | Indi                      | Blau                |
| K       | Potassi                   | Lila                |
| Li      | Liti                      | Carmí               |
| Mn (II) | Manganès (II)             | Verd groguenc       |
| Mo      | Molibdè                   | Verd groguenc       |
| Na      | Sodi                      | Groc intens         |
| P       | Fòsfor                    | Verd pàl·lid blavós |
| Pb      | Plom                      | Blau                |
| Rb      | Rubidi                    | Vermell-violeta     |
| Sb      | Antimoni                  | Verd clar           |
| Es      | Seleni                    | Blau                |
| Sr      | Estronci                  | Escarlata           |
| Et      | Tel·luri                  | Verd clar           |
| Tl      | Tal·li                    | Verd pur            |
| Zn      | Zinc                      | Verd blavós         |

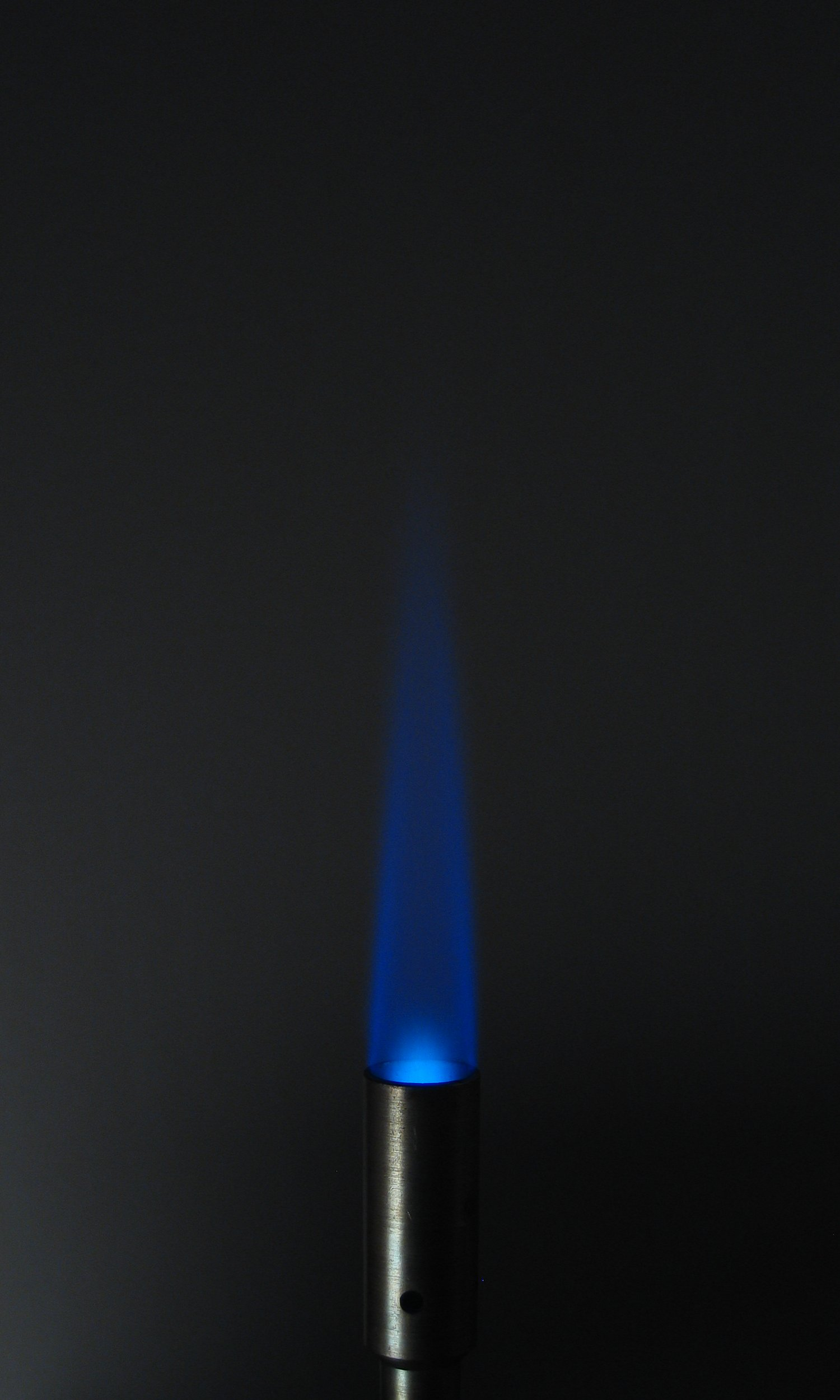
Flama de gas
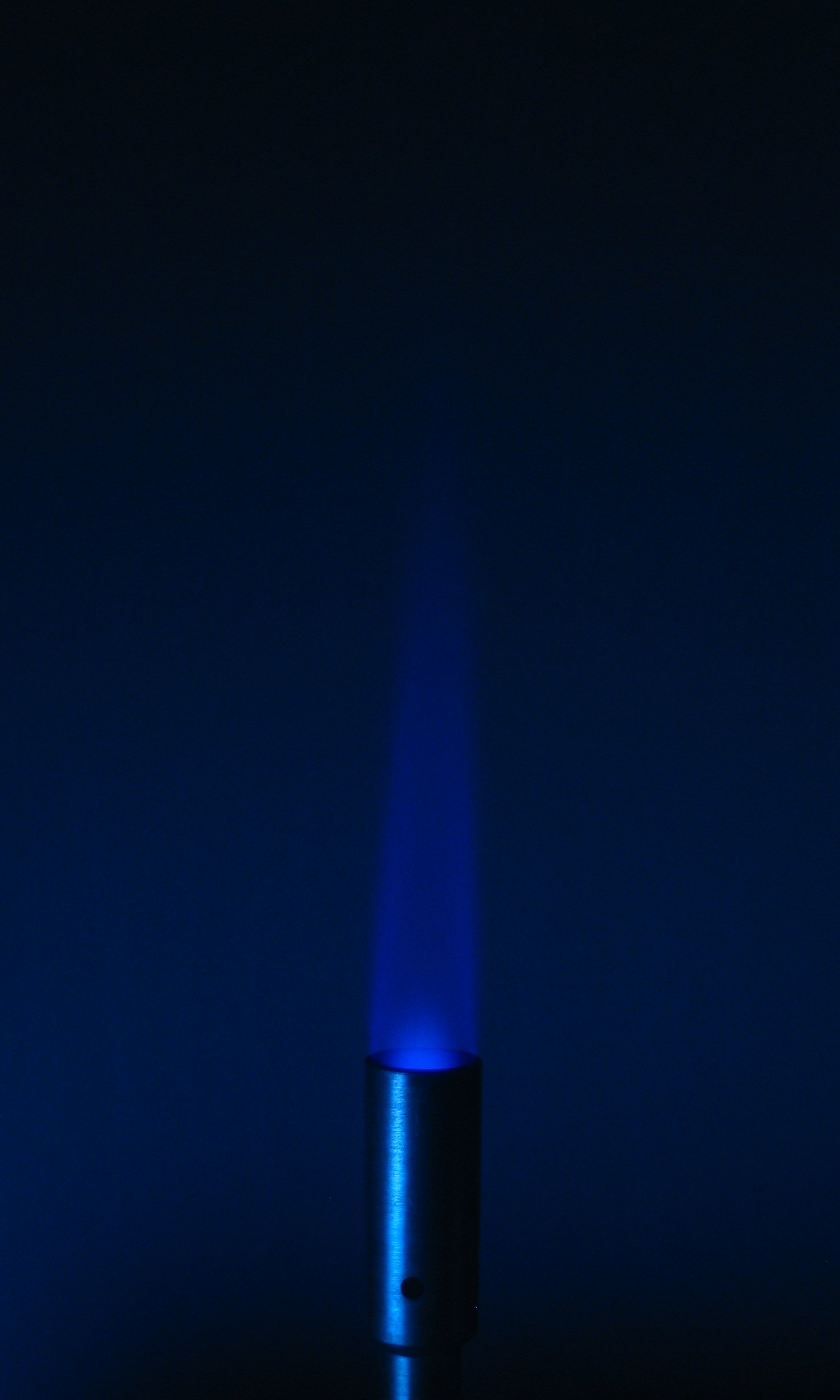
Flama de gas vista a través de vidre de cobalt
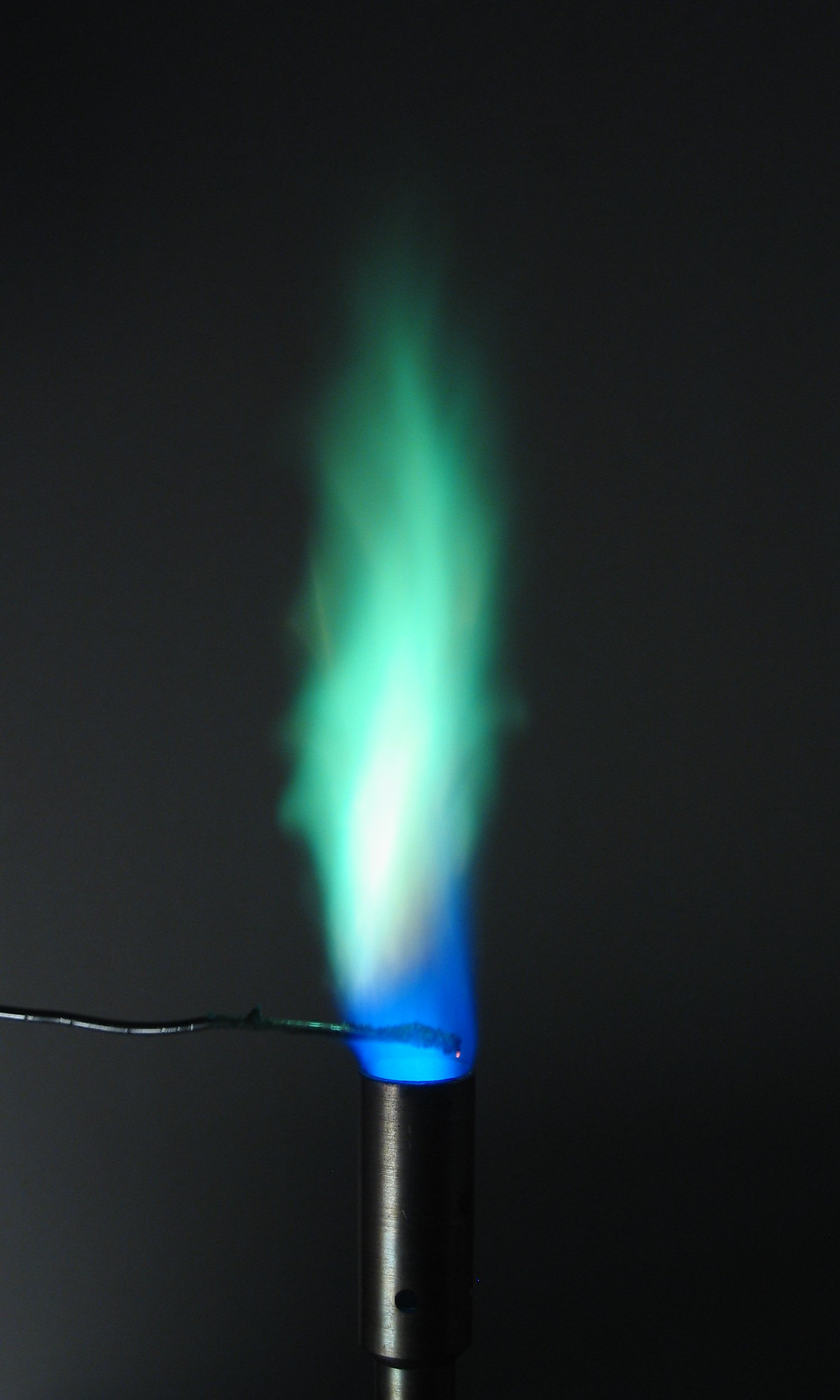
Assaig a la flama en sulfat de coure
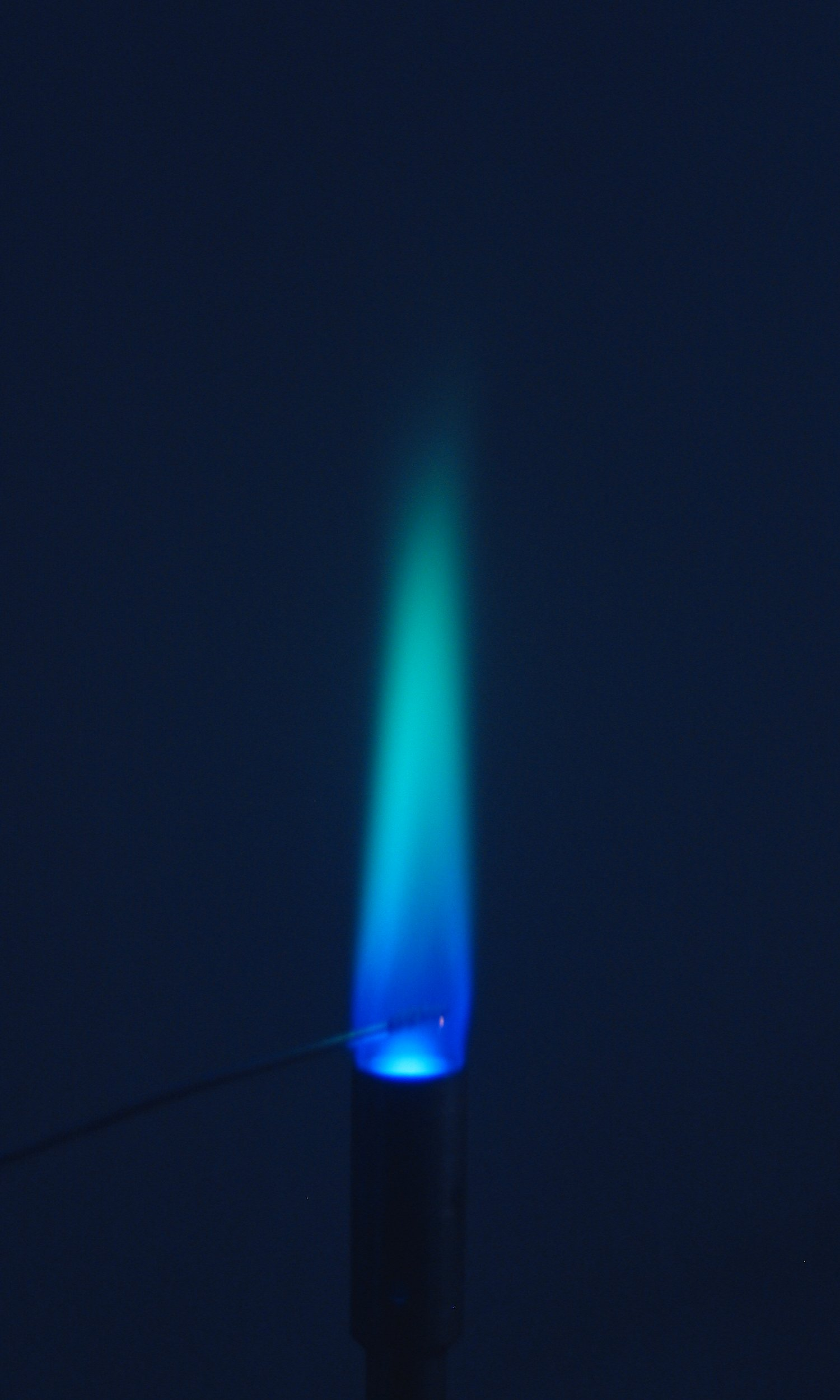
Assaig a la flama en sulfat de coure, vist a través del vidre de cobalt
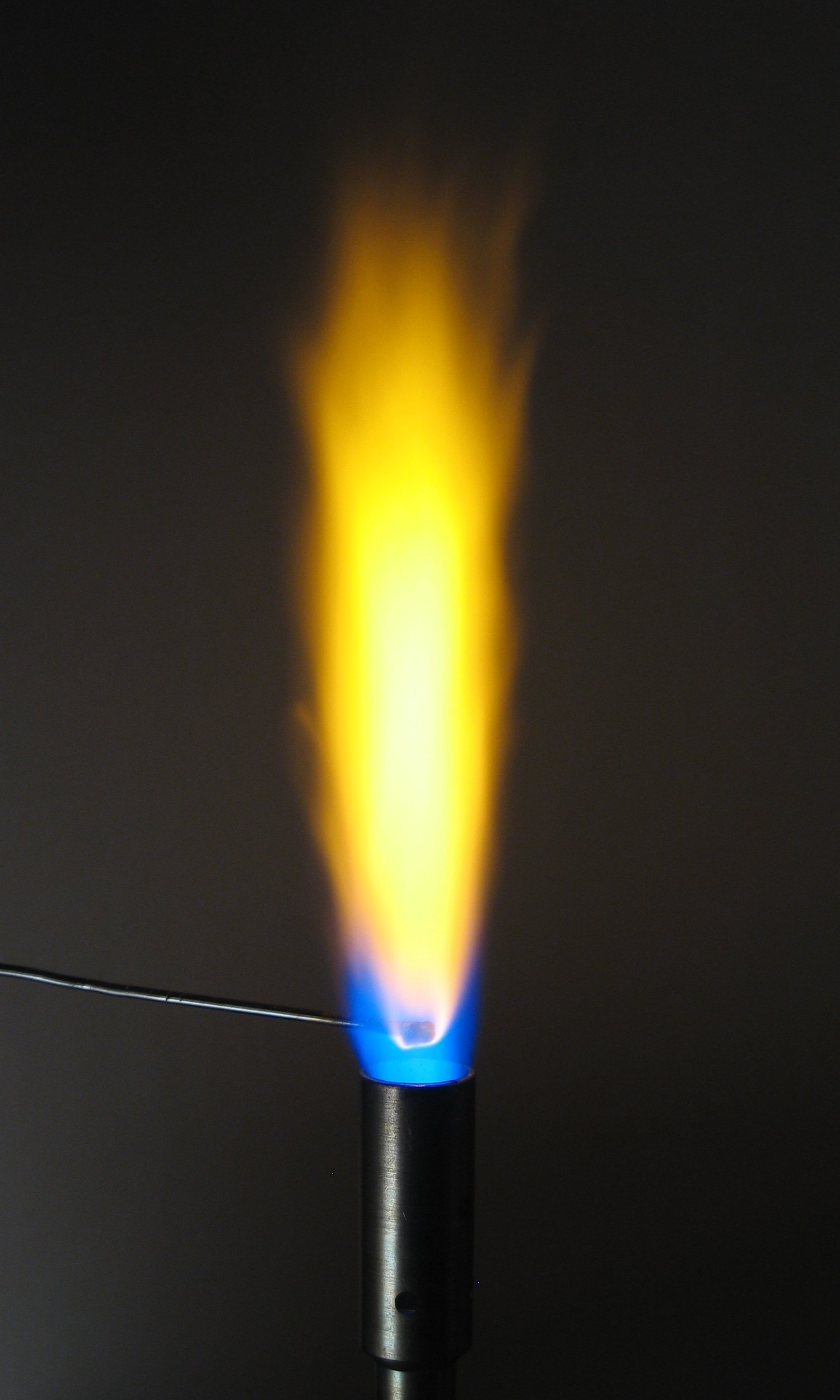
Assaig a la flama en el carbonat de sodi
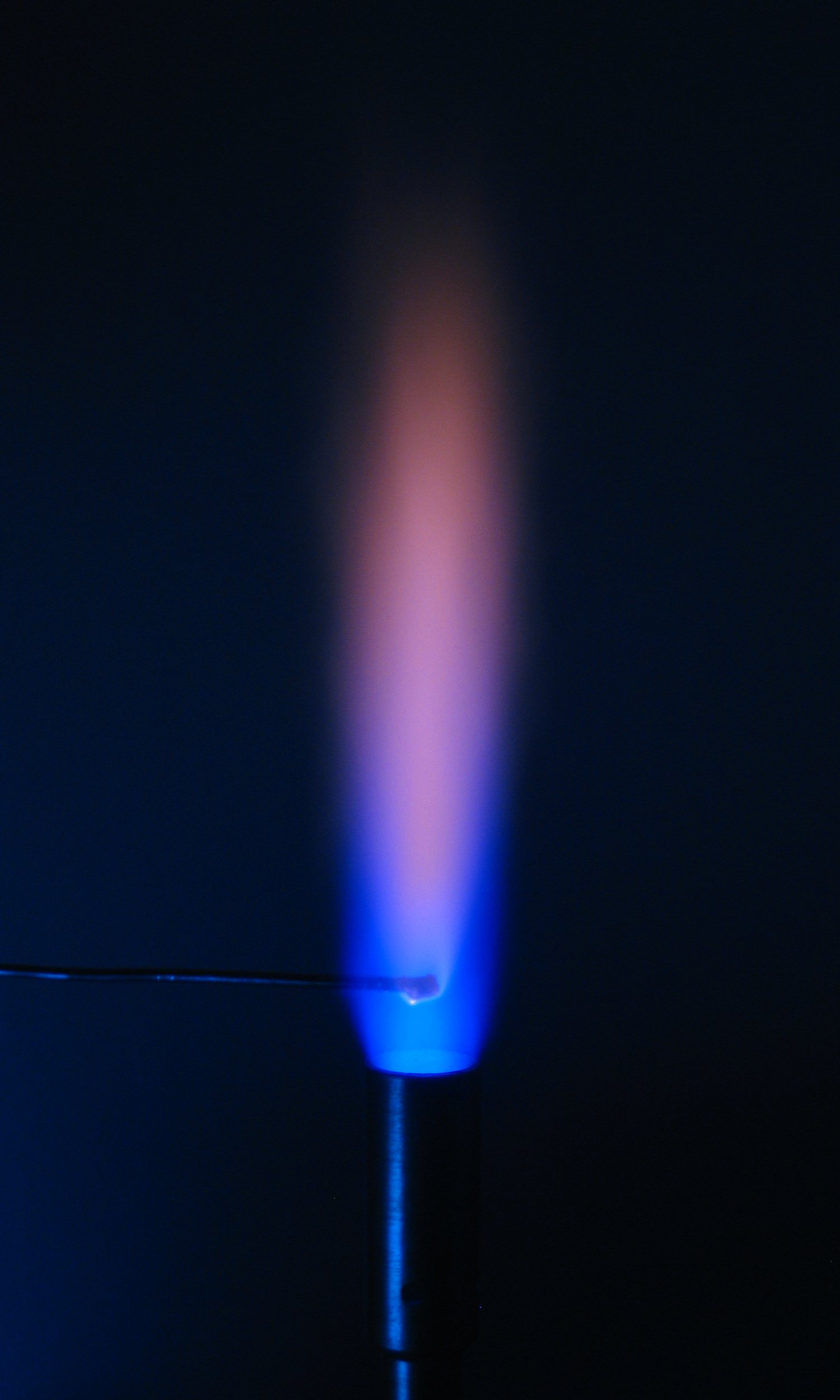
Assaig a la flama en el carbonat de sodi vist a través de vidre de cobalt
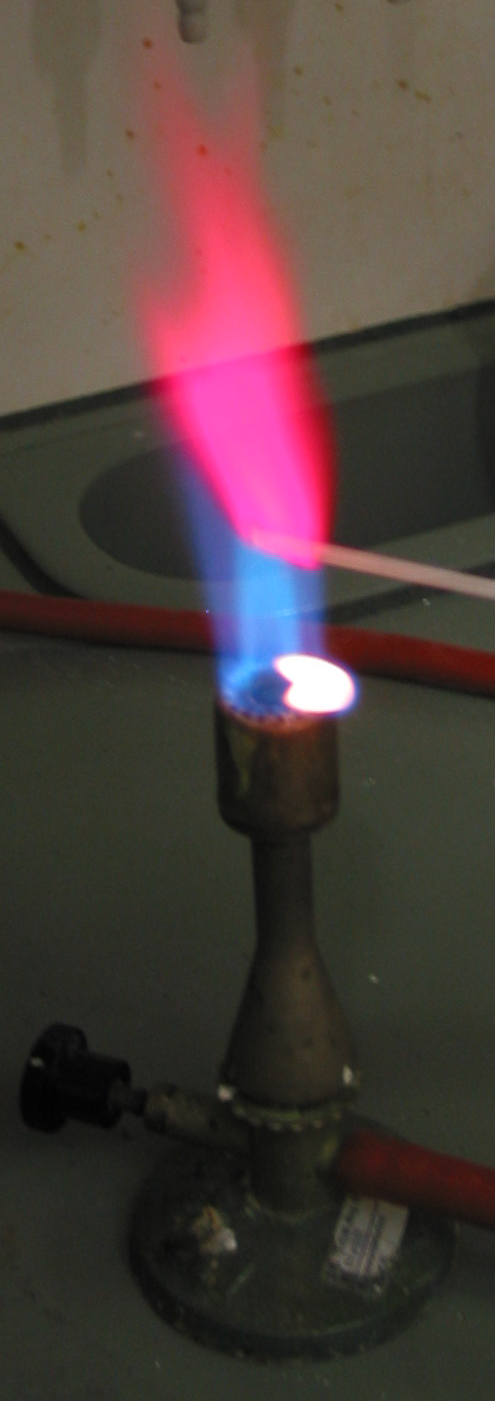
Assaig a la flama en una sal de liti
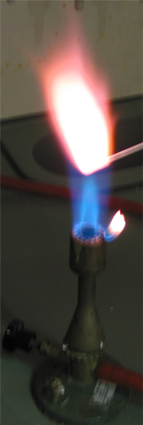
Assaig a la flama en una sal de potassi